# Malenovice
Malenovice település Csehországban, a Frýdek-místeki járásban. Malenovice Ostravice, Krásná és Frýdlant nad Ostravicí településekkel határos. Lakosainak száma 797 fő (2024. január 1.).

## Népesség
A település lakosságának változását az alábbi diagram mutatja:
| Lakosok száma | 624  | 632  | 619  | 487  | 347  | 377  | 722  | 768  | 773  | 797  |
|               | 1869 | 1890 | 1921 | 1950 | 1980 | 2001 | 2017 | 2019 | 2022 | 2024 |